# 黑枝柳
黑枝柳（学名：Salix pella）为杨柳科柳属的植物，是中国的特有植物。分布于中国大陆的四川等地，生长于海拔2,200米至3,000米的地区，多生于山地，目前尚未由人工引种栽培。